# 游动多孢菌属
游动多孢菌属为小單孢菌科的一个属。该属的模式种为鬈缩游动多孢菌（Planopolyspora crispa）。现为短链游动菌属（Catenuloplanes）的异名。

## 下属物种
- 鬈缩游动多孢菌 Planopolyspora crispa Petrolini et al. 1993